# Settsu (thiết giáp hạm Nhật)
Settsu (tiếng Nhật: 摂津
) là chiếc thiết giáp hạm thứ hai trong số hai chiếc trong lớp Kawachi thuộc thế hệ dreadnought của Hải quân Đế quốc Nhật Bản. Nó được chế tạo tại xưởng hải quân Kure và được hạ thủy vào năm 1910. Tên của chiếc thiết giáp hạm được đặt theo tỉnh cũ Settsu, ngày nay là một phần của tỉnh Osaka. Chiếc thiết giáp hạm chị em với nó, Kawachi, có một mũi tàu dạng thẳng đứng thay vì mũi tàu dạng cắt sóng như của Settsu.

## Thiết kế và phát triển
Settsu được đặt hàng trong Chương trình Phát triển Hạm đội 1907 như một trong những bước đầu tiên nhằm thực hiện toàn bộ Chương trình Hạm đội 8-8. Hải quân Đế quốc Nhật Bản đề xướng một lực lượng hạm đội bao gồm tám thiết giáp hạm hàng đầu như là lực lượng tối thiểu cần thiết để chống lại mối đe dọa tiềm tàng của Trung Quốc, Nga hoặc Hoa Kỳ. Việc chế tạo bị trì hoãn do đợt suy thoái kinh tế thế giới trầm trọng. Các khẩu pháo 305 mm (12 inch) được đặt mua từ Anh Quốc, trong khi các động cơ turbine Brown-Curtis công suất 25.000 mã lực (18.650 kW) được chế tạo theo giấy phép nhượng quyền bởi Kawasaki Heavy Industries ngay tại Nhật.

## Lịch sử hoạt động

### Thế Chiến I
Được đưa vào hoạt động vào ngày 1 tháng 7 năm 1912, Settsu tham gia Chiến tranh Thế giới thứ nhất, và được giao nhiệm vụ tuần tra các con đường vận chuyển hàng hải phía Nam Nhật Bản, tại biển Nam Trung Quốc và Hoàng Hải, như những nỗ lực tham gia chiến tranh của họ theo những thỏa thuận của Liên minh Anh-Nhật. Nó cũng tham gia trận Tsingtao.

### Giữa hai cuộc thế chiến
Sau chiến tranh, Settsu đã đón Nhật hoàng Taishō lên tàu trong cuộc duyệt binh hải quân được tổ chức ngoài khơi Yokohama ngày 28 tháng 10 năm 1918.
Settsu được cho ngừng hoạt động tại Kure vào năm 1922 theo những thỏa thuận của Hiệp ước Hải quân Washington, vũ khí và vỏ giáp của nó được tháo bỏ. Nó chính thức được gạch tên khỏi danh sách Đăng bạ Hải quân vào ngày 1 tháng 10 năm 1924.
Vào năm 1924, thân chiếc Settsu được cải biến thành một tàu mục tiêu có lượng rẽ nước 16.130 tấn và đạt được tốc độ 30 km/h (16 knot). Một phòng nồi hơi cùng ống khói được tháo bỏ, vỏ giáp được tăng cường để chịu đựng những phát đạn pháo 203 mm và bom thực hành 30 kg. Từ tháng 10 năm 1935 đến năm 1937, hệ thống điều khiển vô tuyến được bổ sung, cho phép người điều khiển vận hành nó từ chiếc tàu khu trục "mẹ" Yūkaze. Lớp vỏ giáp trên sàn tàu, ống khói và cầu tàu cũng được bổ sung để tăng khả năng chịu đựng những phát bắn trúng.

### Thế chiến II
Trong cuộc Chiến tranh Thái Bình Dương, con tàu mục tiêu được giữ ở biển Nội địa Nhật Bản, và được sử dụng trong việc huấn luyện ném bom và phóng ngư lôi. Nó bị máy bay của Hải quân Hoa Kỳ đánh chìm vào ngày 24 tháng 7 năm 1945 tại Etajima. Sau chiến tranh, thân tàu được vớt lên và tháo dỡ vào năm 1947.

## Những hình ảnh

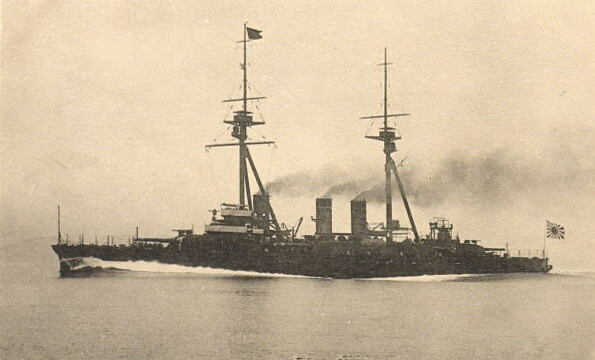
Settsu trong bưu thiếp
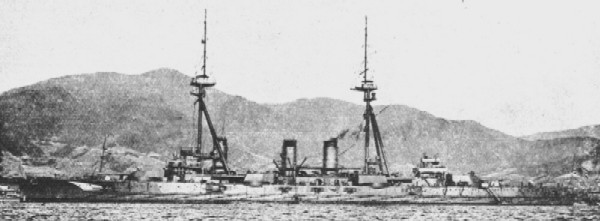
Settsu vào những năm 1917-1918
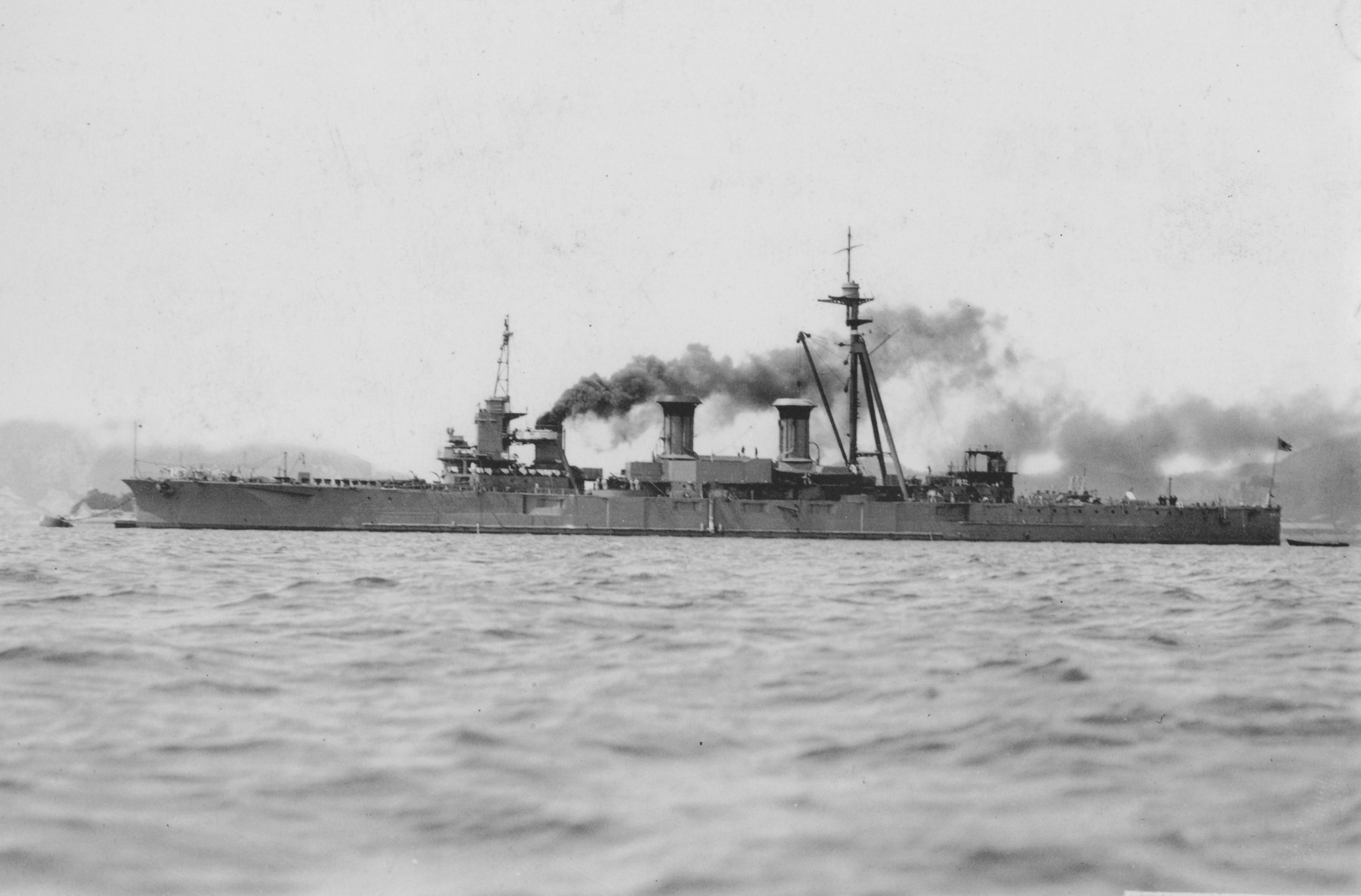
Settsu như một tàu mục tiêu, ngày 7 tháng 4 năm 1940